# Klettergebiet Zittauer Gebirge

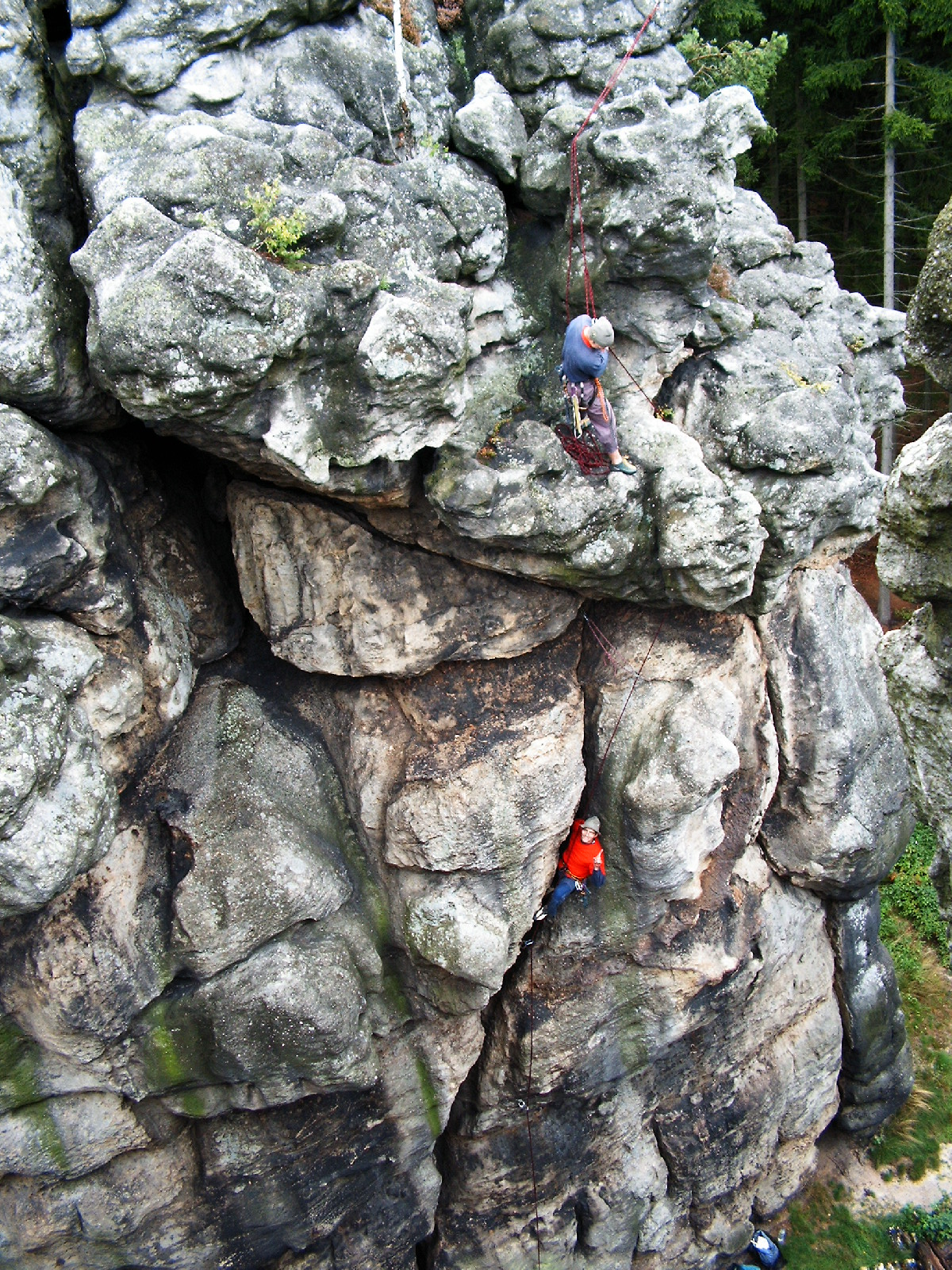
Kletterer im Südriss am Ernst-Schulze-Stein

Das Klettergebiet Zittauer Gebirge ist ein kleineres deutsches Klettergebiet mit etwa 1800 Kletterwegen. Es befindet sich im Zittauer Gebirge im Osten des Landes Sachsen. Es ist das nach der Sächsischen Schweiz bedeutendste Klettergebiet in Sachsen.
Wie in der benachbarten Sächsischen Schweiz wurden schon Ende des 19. Jahrhunderts die ersten Felsen für den Klettersport erschlossen. Die bedeutendsten Klettergipfel sind Kelchstein, Jonsdorfer Mönch, Ernst-Schulze-Stein, Waldtorwächter und die Zwillinge. Es gibt über 100 freistehende Sandsteinfelsen und mehrere große Massivwände, welche teilweise über 40 Meter hoch sind. Des Weiteren gibt es im Gebirge über hundert „Quacken“, welche in einem speziellen Quackenführer beschrieben sind. Im Jahr 1994 wurde zudem nach Vorbildern im Alpenraum ein Klettersteig in den Nonnenfelsen in Jonsdorf eröffnet. Im Jahr 2006 folgte in Oybin unterhalb der Großen Felsengasse ein zweiter Klettersteig.

## Teilgebiete und Gebietscharakteristika
Das Zittauer Gebirge ist in drei Klettergebiete, das Weißbachtal, Oybin und Jonsdorf unterteilt, wobei der Talkessel von Oybin mit dem alles beherrschenden Berg Oybin mit Klosterruine den Hauptteil der Kletterziele stellt. Erwähnenswert sind die Massivwände am Berg Oybin, die Felsengruppe der Rosen- und Bienenhaidsteine sowie die Felsgruppe um die Gratzer Höhle.
Das Gestein im Klettergebiet ist Sandstein mit der ganzen Breite an Festigkeit und Griffigkeit. Die vielen eingelagerten Kiesel erschweren das Klettern vor allem im Jonsdorfer Gebiet und führen beim Kamin- und Rissklettern meist zu „bleibenden Eindrücken“. Dagegen ist er im Bereich der Rosen- und Bienenhaidsteine sowie des Kelchsteines weich und meist auch brüchig. Aus diesem Grund sollte bei Feuchtigkeit das Klettern unterbleiben, da sich einige Wege schon in einem desolaten Zustand befinden. In vielen Teilen etwa der Töpfer-Nordseite (Töpfertürme, Brütende Henne) ist der Sandstein durch die frühzeitliche Vulkantätigkeit gefrittet und somit sehr fest.
Alle Kletterziele sind auf Grund der geringen Größe des Gebietes schnell erreichbar. Die Schwierigkeiten gehen bis in den unteren elften Grad (sächsisch), wobei der Hauptteil im 5.–8. Grad liegt. Die Sicherung ähnelt der Sächsischen Schweiz, also kommen Knotenschlingen und Ringe zum Einsatz. Sie entspricht etwa dem Niveau der Sächsischen Schweiz.

## Geschichte
Am 10. November 1875 wurde der Nördliche Uhustein mit künstlichen Hilfsmitteln durch Gustav Jahn und Max Richter bezwungen. Vorher gab es jedoch schon aus einer anderen Motivation heraus, eine Besteigung (Sprung) auf dem Schluchtwächter am Berg Oybin. Die erste hilfsmittelfreie Besteigung eines Gipfels erfolgte 1895 durch Adolf Grahler im Weißbachtal auf den eher unbedeutenden Gipfel „Böhmisches Tor“. In den Jahren kurz nach der Jahrhundertwende wurden, wie auch in der Sächsischen Schweiz dann fast alle bedeutenden Gipfel bestiegen.
Durch die räumliche Nähe zum Elbsandsteingebirge kam es bald zu engen Wechselwirkungen (Übernahme der Kletterregeln, gegenseitiger Besuch der Gebirge) mit dem sächsischen Hauptklettergebiet. Die Kletterschwierigkeiten jedoch erreichten in der Anfangszeit nie das Niveau der Sächsischen Schweiz. So wurde im Gegensatz zum Elbsandsteingebirge der siebte sächsische Schwierigkeitsgrad erst 1924 durch Gerhard Grabs am Südriss des Ernst-Schulze-Steines erreicht. In den 1920er Jahren wurde als Höhepunkt dieser Periode die Route Thomashangel (VIIb) am Waltersdorfer Turm erstbegangen. Es wurden weitere Klettereien im unteren Schwierigkeitsgrad erstbegangen. Die Erschließer waren damals Alfred Hüttler und die Gebrüder Zimmer. In den 1930er Jahren wurde dann am Ernst-Schulze-Stein (Ostkante) und dem Südlicher Uhustein (Hochwaldkante) der obere siebte Grad erreicht.
Den achten Schwierigkeitsgrad erreichte erstmals kurz nach dem Zweiten Weltkrieg 1946 Siegfried Schreiber bei der ersten freien Besteigung des Kelchsteines. Dieser Gipfel war schon zuvor mit künstlichen Hilfsmitteln erreicht worden. Am Waldtorwächter folgte mit den „Willi-Hauptmann-Gedächtnis-Weg“ 1957 das obere Ende des achten sächsischen Grades durch Heinz Urban. Zu diesem Zeitpunkt hatte das Kletterkönnen das Niveau der Sächsischen Schweiz erreicht. In den 1950er und 1960er Jahren wurden viele schöne, aber auch anspruchsvolle Wege eröffnet und auch noch einige Gipfel bzw. Massive erschlossen. Die Haupterschließer waren Helmut Bardoux, Horst Haufe, Georg Hilse, Fritz Hübner, Manfred Thiele und Horst Umlauft.
Das Jahr 1972 brachte dann durch Klaus Leupolt in der „Strapaze“ am Südöstlichen Zwilling den ersten Weg im neunten sächsischen Grad. Er war zusammen mit Frank Richter und Horst Umlauft in den 1960er und 1970er Jahren der Haupterschließer. Von 1972 bis 1980 stagnierte die Schwierigkeitsentwicklung im Zittauer Gebirge, während sie dank Bernd Arnold in der Sächsischen Schweiz eine rasante Entwicklung nahm. Ende der 1970er Jahre und 1980er Jahre begann dann auch im Zittauer Gebirge das sportlich orientierte Klettern und es kam zu einer kurzen explosionsartigen Schwierigkeitsentwicklung. Führend war hier eine Gruppe mit Steffen Otto, Michael Urbczat, Michael Urban und Werner Schönlebe. So wurde im Jahr 1981 von Werner Schönlebe am Nordwestlichen Zwilling der zehnte sächsische Grad erreicht. Diese Route war zu dieser Zeit der schwerste Weg in Sachsen und dürfte zum damaligen Zeitpunkt eine der schwersten in Europa gewesen sein. Gesteigert wurde die Schwierigkeit zwei Jahre später mit dem Weg „Trilogie“ (Xb/c). Im Jahr 1997 begradigten Andreas Proft und Jürgen Schmeißer diesen Weg. Als ¨Trilogie direkt¨ wurde er zum ersten Weg im elften Schwierigkeitsgrad (XIa) im Zittauer Gebirge.

## Rechtsgrundlage
Vom Landkreis Görlitz wurde am 25. August 2017 eine „Allgemeinverfügung für das Felsklettern im Landschaftsschutzgebiet „Zittauer Gebirge““ erlassen. In einer dazu gehörigen Anlage sind 130 Felsbildungen aufgelistet, an denen das Klettern erlaubt ist. Dies bildet die Grundlage für den zweisprachigen digitalen Kletterführer des Lausitzer und Zittauer Gebirges.

## Nachweise
1. ↑  http://www.climbing.de
2. ↑  Allgemeinverfügung des Landkreises Görlitz für das Felsklettern im Landschaftsschutzgebiet „Zittauer Gebirge“ vom 25. August 2017
3. ↑  Anlage 1 zur Allgemeinverfügung des Landkreises Görlitz für das Felsklettern im Landschaftsschutzgebiet „Zittauer Gebirge“ vom 25. August 2017